# راي جاردين
راي جاردين (بالإنجليزية: Ray Jardine)‏ هو مؤلف أمريكي، ولد في 1944.